# Elçin Rəhmanov
Elçin Rəhmanov (18 gennaio 1979) è un ex calciatore azero, di ruolo centrocampista.

## Carriera

### Club
Ha giocato nella massima serie del campionato estone e azero.

### Nazionale
Debutta nel 1997 con la Nazionale azera, giocando 7 partite fino al 2004.